# ناهضات غير مباشرة
في علم الصيدلة، الناهضات غير المباشرة أو ناهضات المفعول غير المباشر هي عبارة عن المادة التي تعزز إطلاق الناقل العصبي الداخلي أو حركته، ولكن هذه المادة لا تحتوي على نشاط لناهضة محددة في مستقبلات الناقل العصبي نفسه. وتؤدي الناهضات غير المباشرة عملها من خلال آليات متنوعة لتحقيق تأثيرها، الذي يشمل حصار الناقل، والحث على إطلاق الناقل، وتثبيط تعطيل حصار الناقل.

## آليات الناهضة غير المباشرة

### حصار الناقل
تقوم مادة الكوكايين بحصار الناقل أحادي الأمين، ومن ثم تعمل على حصار الناهض غير المباشر لمستقبلات الدوبامين. ويقوم الكوكايين بإعاقة مستقبلات الدوبامين (DAT)، مما يقوم بكبح قدرة البروتين على استرداد الدوبامين من الشق المشبكي كما يقوم بكبح مستقبل الدوبامين من توصيل إشارات الدوبامين. ويؤدي حصار مستقبل الدوبامين إلى زيادة تركيز الدوبامين خارج الخلية، ومن ثم زيادة كمية استقبال الدوبامين وزيادة الإشارة والربط.

### الحث على إطلاق الناقل
تعد مادة الفينفلورمين ناهضًا غير مباشر لمستقبلات السيروتنين. وتعمل مادة الفينفلورمين على تقييد ناقل السيروتنين، مما يؤدي إلى وقف استرداد السيروتنين. على الرغم من أن مادة الفينفلورمين تعمل على حث عدم إطلاق السيروتنين خارج الغشاء الخلوي؛ وفي آلية مماثلة للميثامفيتامين الموجود في خلايا الدوبامين العصبية، إلا أن مادة الفينفلورمين تعمل على تقييد الناقل أحادي الأمين الحويصلي 2 (VMAT2) مما يؤدي إلى حدوث خلل في توزيع السيروتنين في الحويصلات وزيادة تركيز السيروتنين الهَيولِيّ الذي يحدث نتيجة لوجود العقاقير.

### تثبيط عملية التطهير
يعمل الديبيريدامول على منع استرداد مادة الأدينوزين، مما يؤدي إلى تركيز مادة الأدينوزين بشكل كبير خارج الخلية. ويحد الديبيريدامول أيضًا من عمل الإنزيم نازعة أمين الأدينوزين، وكذلك الإنزيم الذي يحفز عملية تعطيل الأدينوزين.